# Боровко Микола Африканович
Микола Боровко (15 серпня 1863, Заслав, Волинської губернії (нині Ізяслав Хмельницької області, Україна) — 7 лютого 1913, Сімферополь, Україна) — піонер міжнародної мови есперанто, один з перших українських есперантистів, один з перших у світі письменників мовою есперанто. Нащадок шляхти Катеринославської губернії (тепер — Кіровоградська область, Україна).

## Біографічні відомості
Народився 15 серпня 1863 року в місті Заславі Волинської губернії. Став четвертою дитиною в родині дворянина Катеринославської губернії Африкана Боровка. Матір (ім'я невідоме) померла за кілька годин після його народження. Батько після смерті дружини узяв другий шлюб; помер у 1873 році.
Здобував військову освіту в Аракчєєвській гімназії у Нижньому Новгороді та Константінівському артилерійському училищі у Санкт-Петербурзі. Успішно опановував як точні, так і гуманітарні науки.
У 1884 році, прибувши до Одеси для проходження служби, був ув'язнений через виявлену в особистих речах заборонену літературу (казки Михайла Салтикова-Щедріна, статті філософів Дмитрія Писарєва і Ніколая Добролюбова) Після п'яти місяців за ґратами був засланий до Зайсану (Казахстан), де протягом 5 років проходив службу в 4-му Сибірському батальйоні на посадах скарбника та бібліотекаря. Вивчав історію, філософію, англійську та французьку мови, есперанто.
У 1889 році здобув волю без права служби у містах центральної Росії. Повернувшись до Одеси, деякий час жив у мачухи та батькової сестри у скруті, заробляв на життя перекладами та журналістикою, а також працею на посаді управителя будинку дешевих квартир. Набував енциклопедичні знання у міських бібліотеках.
У 1891—1895 рр. публікував свої статті та перші новели мовою есперанто у журналі «La Esperantisto» («Есперантист»), що видавався у Нюрнберзі (Німеччина), під псевдонімами En Be (від ініціалів «Н. Б.» у російському прочитанні, «Николай Боровко») та Enbe el Odeso. Фактично започаткував оригінальну літературу есперанто. Серед них - "En la tombo" (1892, "У могилі", український переклад - Віктор Паюк)
У 1894 році спільно з видатним виноробом, почесним громадянином Одеси Володимиром Гернетом заснував філію першого у Російській імперії офіційного товариства есперанто «Espero» («Надія»), заснованого у 1892 році у Санкт-Петербурзі.
У 1895 році одружився з уродженкою Сімферополя Антоніною Чайковською, яка була його соратницею; їхнє знайомство відбулося в одеській есперанто-спільноті. Незабаром подружжя переїхало до Санкт-Петербурга, де Микола Боровко займаювся розробкою електричних методів у металургії у фірмі «Steel». У 1896 році був обраний другим за ліком головою товариства «Espero». Після банкрутства компанії повернувся з родиною до України, де намагався займатися бджолярством.
У 1902 році прибув з дружиною та дітьми до Ялти, де спочатку став бібліотекарем, а згодом — співзасновником і першим директором міської громадської бібліотеки імені Васілія Жуковского; на початку 1903 року завершив каталогізацію її фондів, після чого бібліотека повноцінно запрацювала. Залишив установі кілька рідкісних видань із дарчим написом, у тому числі латиномовну працю Анастасіуса Кірхера «Світ підземний» (Амстердам, 1663). Оскільки Ялта на той час була центром лікування туберкульозу, всі книжки у міській бібліотеці проходили дезінфекцію від паличок Коха за методом, який розробив Микола Боровко.
Друкував переклади зарубіжних творів російською та критичні статті в ялтинському часописі «Крымский курьер», у якому вів рубрики «Науковий огляд», «Літературний огляд» та «Бібліографія». У 1905 році, після появи маніфесту російського імператора Ніколая II про надання громадянських свобод, виступив на сторінках газети з трьома гострими полемічними статтями на цю тему, після чого у 1906 році був висланий з родиною з Ялти з тавром «політичної неблагонадійності». Намагався знайти роботу в Польщі.
У 1908 році оселився з родиною в Сімферополі, де став директором міської бібліотеки імені Туманова; у цій же бібліотеці працювала його дружина.
У 1911—1912 рр. повернувся до теми реформ в есперанто.
У 1912—1913 рр. очолив дві експедиції Кримського товариства натуралістів, об'єктом дослідження яких було «печерне місто» Тепе-Кермен.
Помер у Сімферополі 7 лютого 1913 року через відмову нирок, спричинену нефритом. Похований на новому Сімферопольському кладовищі.

## Родина
- Батько: Африкан Боровко (?–1873)
- Мати: ? (?–1863)

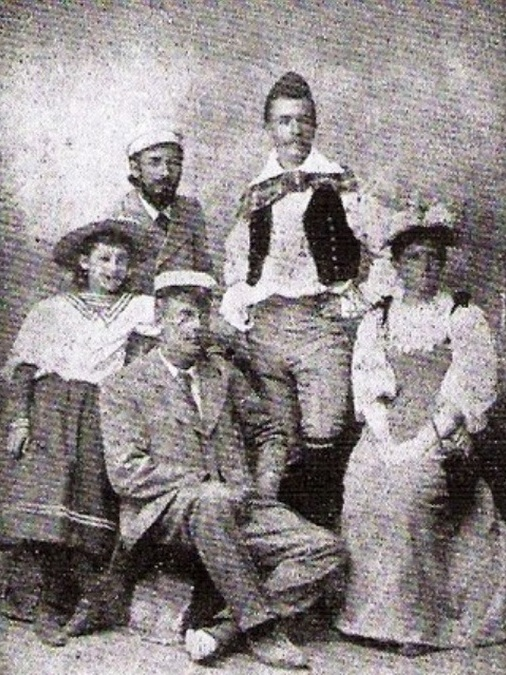
Сидять: Вальдемар Ланле, Антоніна Боровко (Чайковська) – дружина Миколи Боровка. Стоять: Надія Островська, Ілля Островський, Ерік Етцель. Ялта, 1895

- Дружина: Антоніна Боровко (Чайковська; 1872—1948)

Діти:
- Ніна Боровко (у шлюбі Ланле; 1896—1988);
- Борис Боровко (1898—1929);
- Наталя Боровко (1900—1976);
- Софія Боровко (1902 — до 1904);
- Лев Боровко (1904/1905–1910);
- Вадим Боровко (1906—1943).

## Вшанування пам'яті
На початку 2003 року, до 90-х роковин за Миколою Боровком, у Ялті біля філармонії на будівлі, в якій під його керівництвом працювала перша міська бібліотека, було урочисто відкрито пам'ятну дошку.
В середині 2013 року, до столітнього ювілею експедицій на Тепе-Кермен та 150-ї річниці народження Миколи Боровка, ялтинські есперантисти організували сходження на городище у Бахчисарайському районі, вирішивши встановити на його території до кінця року меморіальну дошку на спомин обох подій. Ініціатива була реалізована 22 грудня 2013 року групою, до якої увійшли співробітники Центральної міської бібліотеки імені Антона Чєхова, представники ялтинського есперанто-клубу «Теро», Ротаракт-клубу «Ялта», Фундації регіональних ініціатив Ялти та Севастопольського чуваського туристичного клубу. Дошку на території пам'ятки культурної спадщини України національного значення, що перебувала під опікою Бахчисарайського історико-культурного заповідника, було встановлено без отримання належних дозволів.